# Condado de Chautauqua (Nova Iorque)
O Condado de Chautauqua (em inglês:  Chautauqua County) é um dos 62 condados do estado americano de Nova Iorque. A sede do condado é Mayville e sua cidade mais populosa é Jamestown. Foi fundado em 9 de fevereiro de 1811.
O condado tem uma área de 4 000 km², dos quais 2 700 km² estão cobertos por terra e 1 100 km² por água, uma população de 134 905 habitantes, e uma densidade populacional de 49 hab/km² (segundo o censo nacional de 2010).